# 워털루 지역의 시내버스 노선 목록
그랜드강 교통(영어: Grand River Transit)은 캐나다 온타리오주 워털루 지역의 버스와 경전철을 운행하는 대중교통 기관으로, 아래는 그랜드강 교통에서 운행하는 버스 노선 목록을 담고 있다. 1번부터 91번 버스는 일반 완행 버스이고, 100번대 버스는 급행 버스로, 현재 남아있는 100번대 급행 버스는 110번 대학 급행 뿐이다. 200번대 버스는 익스프레스(iXpress) 급행 버스로, 201번부터 206번까지 총 6개 노선이 운행한다. 300번대는 ION 경전철과 버스로, ION 경전철의 노선 번호는 301번이고 버스는 302번이다.
버스 배차 간격은 노선별로 상이하며, 7, 201번과 301번과 같은 주요 버스는 매일 자주 운행하며, 34번 버스 같은 경우에는 평일 출퇴근 시간대에만 운행한다.

## 노선 목록
| 노선 번호 | 노선명              | 노선명             | 행선지                        | 행선지                            | 주요 경유지                                                                    | 차고지                  | 비고                                                                                                   |
| --------- | ------------------- | ------------------ | ----------------------------- | --------------------------------- | ------------------------------------------------------------------------------ | ----------------------- | --- |
| 301       | ION 경전철          | ION LRT            | 코네스토가                    | 페어웨이                          | 코네스토가 - 페어웨이 (모든 ION 경전철역)                                      | 더튼                    | 경전철                                                                                                 |
| 302       | ION 버스            | ION Bus            | 페어웨이                      | 에인슬리                          | 페어웨이, 스포츠월드, 파인부시, 케임브리지 센터, 캔아메라, 델타, 에인슬리      | 코네스토가              | 헤스플러, 8번 도로 및 401번 고속도로 경유                                                              |
| 201       | 피셔-홀먼           | Fischer-Hallman    | 코네스토가                    | 코네스토가 대학                   | 코네스토가, 워털루 대학교, 블록 라인, 코네스토가 대학                          | 스트라스버그            | |
| 202       | 유니버시티          | University         | 코네스토가                    | 보드워크                          | 보드워크, 코네스토가                                                           | 노스필드                | 유니버시티 / 어브 및 노스필드 경유                                                                     |
| 203       | 메이플그로브        | Maple Grove        | 스포츠월드                    | 케임브리지 센터                   | 케임브리지 센터, 헤스플러, 스포츠월드                                          | 코네스토가              | |
| 204       | 하이랜드-빅토리아   | Highland-Victoria  | 래크너                        | 보드워크                          | 보드워크, 프레데릭, 키치너 시청, 센트럴역                                      | 스트라스버그            | |
| 205       | 오타와              | Ottawa             | 래크너                        | 선라이즈 센터                     | 보든, 밀, 선라이즈 센터                                                        | 스트라스버그            | |
| 206       | 코로네이션          | Coronation         | 페어웨이                      | 사우스우드                        | 페어웨이, 스포츠월드, 델타, 에인슬리                                           | 스트라스버그 코네스토가 | |
| 1         | 퀸-리버             | Queen-River        | 보드워크                      | 페어웨이                          | 보드워크, 퀸, 프레데릭, 페어웨이                                               | 스트라스버그            | |
| 3         | 오타와 사우스       | Ottawa South       | 프레데릭                      | 선라이즈 센터                     | 프레데릭, 퀸, 밀, 선라이즈 센터                                                | 스트라스버그            | |
| 4         | 글래스고-마가렛     | Glasgow-Margaret   | 프레데릭                      | 보드워크                          | 퀸, 프레데릭, 그랜드강 병원, 보드워크                                          | 스트라스버그            | |
| 5         | 어브                | Erb                | 워털루 광장                   | 보드워크                          | 보드워크, 윌리스 웨이, 워털루 광장                                             | 스트라스버그            | 일요일에만 운행                                                                                        |
| 5         | 어브                | Erb                | 다니엘 / 블루밍데일           | 보드워크                          | 보드워크, 윌리스 웨이, 워털루 광장                                             | 스트라스버그            | 보드워크 방면 브리지포트 로드 경유. 브리지포트이스트 경유.                                             |
| 6         | 브리지-코트랜드     | Bridge-Courtland   | 코트랜드                      | 페어웨이                          | 코네스토가, 센트럴역, 퀸, 프레데릭, 블록 라인, 페어웨이                        | 노스필드                | 랭캐스터 경유                                                                                          |
| 7         | 킹                  | King               | 코네스토가                    | 페어웨이                          | 코네스토가, 워털루 광장, 알렌, 그랜드강 병원, 센트럴역, 퀸, 프레데릭, 페어웨이 | 노스필드                | |
| 8         | 베이버              | Weber              | 유니버시티 / 킹               | 페어웨이                          | 페어웨이, 프레데릭, 센트럴역                                                   | 노스필드                | |
| 9         | 레이크쇼어          | Lakeshore          | 코네스토가                    | 워털루 대학교                     | 워털루 대학교, 리서치 앤 테크놀로지, 노스필드, 코네스토가                      | 노스필드                | |
| 10        | 파이어니어          | Pioneer            | 페어웨이                      | 코네스토가 대학                   | 페어웨이, 코네스토가 대학                                                      | 스트라스버그            | 밀파크 경유                                                                                            |
| 10A       | 파이어니어          | Pioneer            | 페어웨이                      | 코네스토가 대학                   | 페어웨이, 코네스토가 대학                                                      | 스트라스버그            | 올드 캐리지 경유                                                                                       |
| 110       | 대학 급행           | College Express    | 페어웨이                      | 코네스토가 대학                   | 페어웨이, 코네스토가 대학                                                      | 스트라스버그            | 페어웨이와 코네스토가 대학 사이 급행으로 운행                                                          |
| 12        | 웨스트마운트        | Westmount          | 유니버시티 / 킹               | 페어웨이                          | 페어웨이                                                                       | 노스필드 스트라스버그   | 블림스 경유                                                                                            |
| 13        | 로럴우드            | Laurelwood         | 워털루 대학교                 | 보드워크                          | 워털루 대학교, 보드워크                                                        | 노스필드                | 콜럼비아, 어브스빌 / 이라 니들스 경유                                                                  |
| 14        | 배서스트            | Bathurst           | 노스랜드 / 루퍼트             | 코네스토가                        | 코네스토가                                                                     | 노스필드                | 평일 출퇴근 시간대에만 운행                                                                            |
| 16        | 스트라스버그-벨몬트 | Strasburg-Belmont  | 윌리스 웨이                   | 코네스토가 대학                   | 코네스토가 대학, 그랜드강 병원, 워털루 광장, 윌리스 웨이                       | 스트라스버그            | |
| 19        | 헤이즐              | Hazel              | 워털루 대학교                 | 헤이즐 / 알버트                   | 워털루 대학교                                                                  | 노스필드                | 베이버, 파크사이드 경유                                                                                |
| 19A       | 헤이즐              | Hazel              | 워털루 대학교                 | 세인트제이콥스 시장               | 워털루 대학교, 세인트제이콥스 시장                                             | 노스필드                | 베이버, 파크사이드 경유                                                                                |
| 19B       | 헤이즐              | Hazel              | 워털루 대학교                 | 노스필드                          | 워털루 대학교, 노스필드                                                        | 노스필드                | 베이버, 파크사이드, 랜들/쿰프 경유                                                                     |
| 20        | 빅토리아-프레데릭   | Victoria-Frederick | 스탠리파크 몰                 | 보드워크                          | 보드워크, 센트럴역, 스탠리파크 몰                                              | 스트라스버그            | |
| 21        | 엘마이라            | Elmira             | 아서 / 처치 (엘마이라)        | 코네스토가 대학                   | 코네스토가 대학, 세인트제이콥스 시장                                           | 노스필드                | |
| 22        | 로렌션웨스트        | Laurentian West    | 블록 라인                     | 선라이즈 센터                     | 블록 라인, 선라이즈 센터                                                       | 스트라스버그            | |
| 23        | 아이들우드          | Idlewood           | 스탠리파크 몰                 | 페어웨이                          | 페어웨이, 스탠리파크 몰                                                        | 스트라스버그            | |
| 26        | 트릴리움            | Trillium           | 트릴리움 / 워시번             | 블록 라인                         | 블록 라인                                                                      | 스트라스버그            | |
| 27        | 모리스턴            | Morriston          | 페어웨이                      | 치코피 스키장                     | 페어웨이                                                                       | 스트라스버그 코네스토가 | |
| 28        | 프랭클린 노스       | Franklin North     | 스탠리파크 몰                 | 페어웨이                          | 페어웨이, 스탠리파크몰                                                         | 스트라스버그            | |
| 29        | 키츠-유니버시티     | Keats-University   | 코네스토가                    | 보드워크                          | 보드워크, 코네스토가                                                           | 노스필드                | 링컨, 베이버 경유                                                                                      |
| 30        | 링 로드             | Ring Road          | 워털루 대학교                 | 워털루 대학교                     | 워털루 대학교                                                                  | 노스필드                | 경전철역에서 링 로드를 따라 시계 방향으로 운행                                                         |
| 31        | 콜럼비아            | Columbia           | 코네스토가                    | 코네스토가 / 산듀                 | 코네스토가, 워털루 대학교                                                      | 노스필드                | 뉴베드퍼드 경유                                                                                        |
| 33        | 휴론                | Huron              | 선라이즈 센터                 | 블록 라인                         | 선라이즈 센터, 블록 라인                                                       | 스트라스버그            | |
| 34        | 빈지맨스            | Bingemans          | 빅토리아 / 셜리               | 센트럴역                          | 센트럴역                                                                       | 스트라스버그            | |
| 35        | 그린브루크          | Greenbrook         | 센트럴역                      | 선라이즈 센터                     | 센트럴역, 키치너 시장, 선라이즈 센터                                           | 스트라스버그            | |
| 36        | 토마스 슬리         | Thomas Slee        | 코네스토가 대학               | 로버트 페리 / 포레스트크리크      | 코네스토가 대학                                                                | 스트라스버그            | |
| 50        | 던다스-마이어스     | Dundas-Myers       | 케임브리지 센터               | 에인슬리                          | 케임브리지 센터, 델타, 에인슬리                                                | 코네스토가              | |
| 51A       | 헤스플러            | Hespeler           | 에인슬리                      | 이스트헤스플러 (궬프 / 피셔-밀스) | 에인슬리, 케임브리지 센터, 파인부시, 헤스플러                                  | 코네스토가              | 피셔-밀스 경유                                                                                         |
| 51B       | 헤스플러            | Hespeler           | 에인슬리                      | 실버하이츠 (제이미슨 / 쿠퍼)      | 에인슬리, 케임브리지 센터, 파인부시, 헤스플러                                  | 코네스토가              | 윈스턴 경유                                                                                            |
| 53        | 프랭클린            | Franklin           | 케임브리지 센터               | 에인슬리                          | 에인슬리, 케임브리지 센터                                                      | 코네스토가              | |
| 53A       | 프랭클린            | Franklin           | 케임브리지 센터               | 에인슬리                          | 에인슬리, 케임브리지 센터                                                      | 코네스토가              | 도비 경유                                                                                              |
| 55        | 그랜드리지          | Grand Ridge        | 에인슬리                      | 웨스트골트                        | 에인슬리                                                                       | 코네스토가              | 순환 노선                                                                                              |
| 56        | 랭스                | Langs              | 케임브리지 센터               | 웨스트민스터 / 킹                 | 케임브리지 센터                                                                | 코네스토가              | |
| 57        | 블레어              | Blair              | 코네스토가 대학               | 에인슬리                          | 에인슬리, 코네스토가 대학                                                      | 코네스토가              | |
| 58        | 엘긴                | Elgin              | 에인슬리                      | 케임브리지 센터                   | 에인슬리, 케임브리지 센터                                                      | 코네스토가              | |
| 60        | 버넷                | Burnett            | 케임브리지 센터               | 버넷 / 글렌밸리                   | 케임브리지 센터                                                                | 코네스토가              | 순환 노선                                                                                              |
| 61        | 프레스턴            | Preston            | 코네스토가 대학               | 케임브리지 센터                   | 코네스토가 대학, 케임브리지 센터                                               | 코네스토가              | 프레스턴, 비숍 경유                                                                                    |
| 62        | 스피즈빌            | Speedsville        | 스피즈빌 로드                 | 스포츠월드                        | 스포츠월드                                                                     | 코네스토가              | 체리 블로솜, 메이플그로브 경유                                                                         |
| 63        | 샴플레인            | Champlain          | 에인슬리                      | 메인 / 프랭클린                   | 에인슬리                                                                       | 코네스토가              | 순환 노선                                                                                              |
| 65        | 새기노              | Saginaw            | 케임브리지 센터               | 캔아메라 / 베인트리               | 케임브리지 센터                                                                | 코네스토가              | |
| 67        | 이글-파인부시       | Eagle-Pinebush     | 스포츠월드                    | 케임브리지 센터                   | 케임브리지 센터, 파인부시, 스포츠월드                                          | 코네스토가              | |
| 76        | 둔밀스              | Doon Mills         | 코네스토가 대학               | 파이어니어 / 호머 왓슨            | 코네스토가 대학                                                                | 코네스토가              | |
| 77        | 윌못                | Wilmot             | 뉴햄버그                      | 보드워크                          | 보드워크                                                                       | 코네스토가              | 뉴햄버그 방면 베이든 경유                                                                              |
| 78        | 파운틴              | Fountain           | 워털루 지역 국제공항          | 스포츠월드                        | 스포츠월드, 워털루 지역 국제공항                                               | 코네스토가              | 체리 블로솜, 파운틴 경유                                                                               |
| 79        | 브레슬로            | Breslau            | 브레슬로 일대 수요응답형 버스 | 브레슬로 일대 수요응답형 버스     | 빅토리아 / 래크너, 워털루 지역 국제공항, 키치너역, 키치너 센트럴역             | 스트라스버그            | 평일 오전 6-10시, 오후 2-6시, 오후 10시 45분-11시 45분 사이에 브레슬로 일대를 운행하는 수요응답형 버스 |
| 91        | 심야 순환버스       | Late Night Loop    | 퀸                            | 베이버 / 파크사이드               | 퀸, 센트럴역, 그랜드강 병원, 워털루 광장, 워털루 대학교                        | 스트라스버그            | 목요일-토요일 자정부터 새벽 2시 30분까지 운행                                                          |

## 같이 보기
- 그랜드강 교통
- GO 트랜싯의 버스